# Крапивня (Коростенский район)
Крапивня (укр. Кропивня) — село на Украине, основано в 1911 году, находится в Коростенском районе Житомирской области.
Код КОАТУУ — 1822385403. Население по переписи 2001 года составляет 204 человека. Почтовый индекс — 11582. Телефонный код — 4142. Занимает площадь 0,975 км².

## Адрес местного совета
11582, Житомирская область, Коростенский р-н, с.Ставище, ул.Октябрьская, 7